# Археолошки преглед Српског археолошког друштва
Археолошки преглед је научни часопис Српског археолошког друштва. Излазио је под именом "Археолошки преглед Српског археолошког друштва" од 2003. до 2006. a од 2004. под именом "Археолошки преглед - Нова Серија". Часопис је настао као плод сарадње Министарства културе и Српског археолошког друштва. Издавач је био Министарство културе Републике Србије, са седиштем у Београду.
Часопис Археолошки преглед излазио је једном годишње, на српском језику а са резимеом на енглеском. У њему су представљени резултати текућих археолошких ископавања и истраживања обављених на територији Србије, а на основу дозволе за вршење археолошких ископавања и истраживања, добијене од Министарства културе.
Уредник и чланови редакције су били др Растко Васић, др Миомир Кораћ, мр Адам Црнобрња, Оливера Игњатовић, Војислав Филиповић, Ника Стругар.
ISSN број часописа у Kobson регистру Народне библиотеке Србије је 1452-5011.